# 11040 Wundt
11040 Wundt (1989 RG1) là một tiểu hành tinh vành đai chính được phát hiện ngày 3 tháng 9 năm 1989 bởi E. W. Elst ở Đài thiên văn Haute-Provence.